# Sallaumines
Sallaumines település Franciaországban, Pas-de-Calais megyében. Lakosainak száma 9633 fő (2022. január 1.). Sallaumines Noyelles-sous-Lens, Avion, Fouquières-lès-Lens, Lens, Loison-sous-Lens és Méricourt községekkel határos.

## Népesség
A település népessége az elmúlt években az alábbi módon változott:
| Lakosok száma | 9505 | 10 010 | 9855 | 9715 | 9654 | 9594 | 9575 | 9650 | 9633 |
|               | 2013 | 2015   | 2016 | 2017 | 2018 | 2019 | 2020 | 2021 | 2022 |